# Алчевський Кирило Федорович
Кири́ло Фе́дорович Алче́вський (нар. 9 червня 1791, Суми — пом. 27 лютого 1876) — сумський купець, титар і староста Покровської церкви.

## Біографія
Народився 9 червня 1791 р. в м. Суми наймолодшим сином сумського купця 3-ї гільдії Федора Опанасовича Алчевського та його другої дружини — Анастасії Василівни. Його батько був першим відомим підприємцем в роді Алчевських, але його справа зазнала невдачі і після 1795 р. родина повернулась у стан сумських міщан.
Кирило Алчевський продовжив діяльність батька, і зміг повернути роду купецьке звання. Завдяки тому що Харківська губернія не увійшла до утворенної в 1791 р. межі Смуги осідлості, місцеві купці не були посунутими з торгівлі численними єврейськими купцями що стало характерним для українських та білоруських губерній які в неї увійшли. Скориставшись цією ситуацією, він розпочав оптову закупівлю товарів по низьким цінам у своїх єврейських колег в прикордонних зі смугою повітах для подальшого перепродажу з націнкою. Торгівлю вів переважно красним товаром: тканинами, мануфактурою, а також чаєм. Крім того він тримав готель.
Будучи парафіянином Покровської церкви в м. Суми, він був обраний церковним старостою. За перші три роки на цій посаді він пожертвував 13461 руб. на прикрашання храму, а потім в 1839 р. ще 17558 руб. для закінчення будівництва. За це його представили до нагороди срібною медаллю, але врешті отримав лише «благоволення Святійшого синоду».
23 серпня 1839 року в місті спалахнула велика пожежа, яка знищила понад 300 дворів і завдала значних пошкоджень Покровській церкві. Сама родина Алчевських втратила майже все: будинок, майно, крамницю та частину товарів. Втім Кирило Федорович одразу взявся за відбудову храму: він відремонтував фронтони, накрив дах залізом, заново оштукатурив стіни, облаштував підлогу, печі та встановив новий іконостас. Завдяки його зусиллям до 1859 року церква знову набула величного вигляду, а на всі роботи він витратив 5206 рублів сріблом із власних заощаджень.
Помер 27 лютого 1876 р. від старості.

## Родина
Був двічі одружений. Друга дружина — Анастасія Максимівна (нар. 1808). 
В першому шлюбі мав сина Євграфа (нар. 1819). В другому мав трьох дітей: синів Миколу (1833—1889) та Олексія (1835—1901), і доньку Єлизавету (нар. 1843).
Також існують відомості про доньку Олександру, яка в 1851 р. вийшла заміж єйського купця 1-ї гільдії Іродіона Ігнатовича Дашкевича.